# Mad TV
« MADtv » redirige ici. Pour les autres significations, voir Mad.
Pour l’article homonyme, voir Mad TV (jeu vidéo).
Ne doit pas être confondu avec Mad (série télévisée).
Mad TV (aussi typographié MADtv) est une série télévisée comique américaine initialement inspirée par le magazine Mad. Le programme a été nommé pour trente-cinq Emmy Awards et en a remporté cinq.

## Principe
Mad TV rassemble des sketchs, des cartoons et des prestations musicales enregistrés devant un public. Il s'agit la plupart du temps de parodies d'émissions télévisées populaires, de films, de chansons ainsi que des détournements autour de l'actualité, la politique et la pop culture.

## Distribution
Au fil des saisons, la série a connu différents comédiens et comédiennes. On peut malgré tout citer :
- Bryan Callen (saisons 1 et 2)
- David Herman (saisons 1 à 3)
- Orlando Jones (saisons 1 et 2)
- Phil LaMarr (saisons 1 à 5)
- Artie Lange (saisons 1 et 2)
- Nicole Sullivan (saisons 1 à 6)
- Debra Wilson (saisons 1 à 8)
- Alex Borstein (saisons 3 à 7)
- Chris Hogan (saison 3)
- Will Sasso (saisons 3 à 7)
- Aries Spears (en) (saisons 3 à 10)
- Mo Collins (saisons 4 à 9)
- Michael McDonald (en) (saisons 4 à 13)
- Stephnie Weir (en) (saisons 7 à 11)
- Frank Caliendo (saisons 7 à 11)
- Bobby Lee (en) (saisons 8 à 14)
- Ike Barinholtz (saisons 9 à 12)
- Keegan-Michael Key (saisons 10 à 14)
- Nicole Parker (saisons 10 à 14)
- Jordan Peele (saisons 10 à 13)
- Crista Flanagan (en) (saisons 11 à 14)
- Arden Myrin (saisons 11 à 14)
- Johnny Sanchez (en) (saisons 13 et 14)
- Lauren Pritchard (saison 15)

## Épisodes
| Saison | Épisodes | Première diffusion | Dernière diffusion |
| ------ | -------- | ------------------ | ------------------ |
| 1      | 19       | 14 octobre 1995    | 22 juin 1996       |
| 2      | 22       | 21 septembre 1996  | 17 mai 1997        |
| 3      | 25       | 20 septembre 1997  | 16 mai 1998        |
| 4      | 25       | 29 août 1998       | 22 mai 1999        |
| 5      | 25       | 25 septembre 1999  | 20 mai 2000        |
| 6      | 30       | 23 septembre 2000  | 23 juin 2001       |
| 7      | 25       | 22 septembre 2001  | 18 mai 2002        |
| 8      | 25       | 14 septembre 2002  | 17 mai 2003        |
| 9      | 25       | 13 septembre 2003  | 22 mai 2004        |
| 10     | 23       | 18 septembre 2004  | 21 mai 2005        |
| 11     | 22       | 17 septembre 2005  | 20 mai 2006        |
| 12     | 22       | 16 septembre 2006  | 19 mai 2007        |
| 13     | 16       | 15 septembre 2007  | 17 mai 2008        |
| 14     | 17       | 13 septembre 2008  | 16 mai 2009        |
| 15     | 8        | 26 juillet 2016    | 27 septembre 2016  |